# Сельское хозяйство Исландии
Сельское хозяйство в Исландии — одна из отраслей экономики Исландии. Веками основными отраслями промышленности Исландии были рыболовство, рыбопереработка и фермерство. В XIX веке около 70 %-80 % исландцев были заняты в сельском хозяйстве, однако затем наблюдался постоянный спад и к XXI веку в сфере остались только 5 % населения. Около 20 % территории пахотные, большинство из них используется для выпаса скота. Сельское хозяйство практически полностью обеспечивает Исландию свежими мясными и молочными продуктами. Только 1 % общей площади суши Исландии (102 775 км²) отведён под культивируемые поля, почти исключительно низменные районы.
Животноводство является одной из основных отраслей сельского хозяйства Исландии. Особенно распространено выращивание овец. Рыболовство является традиционной отраслью, однако сильный вылов привёл к сокращению популяции рыбы. Треска и мойва составляют 2/3 улова, причём треска и пикша активно экспортируются. В середине 1990-х отлов рыбы составлял 1,5—2 миллиона тонн. Примерно треть из неё составляли сиговые (треска) и 2/3 мойва и сельдь.
Главные отрасли исландского сельского хозяйства: животноводство, производство овощей, цветов. Овощи и фрукты выращиваются в теплицах, которые используют геотермальную энергию. Преимуществом сельского хозяйства Исландии является то, что в нём не используются химические удобрения и химические вещества против насекомых, так как из-за холодного климата отсутствуют насекомые-вредители. Низкая плотность населения в Исландии и отсутствие загрязняющих окружающую среду заводов позволяют сохранять экологически чистой окружающую среду.

#### Овощи
Несмотря на прохладный климат и ограниченный вегетационный период, в Исландии традиционно выращиваются — морковь, ревень, брюква, капуста, лук-порей, картофель, цветная капуста и кудрявая капуста, в последние годы было успешными выращивание органического рапса и ячменя.

## Галерея

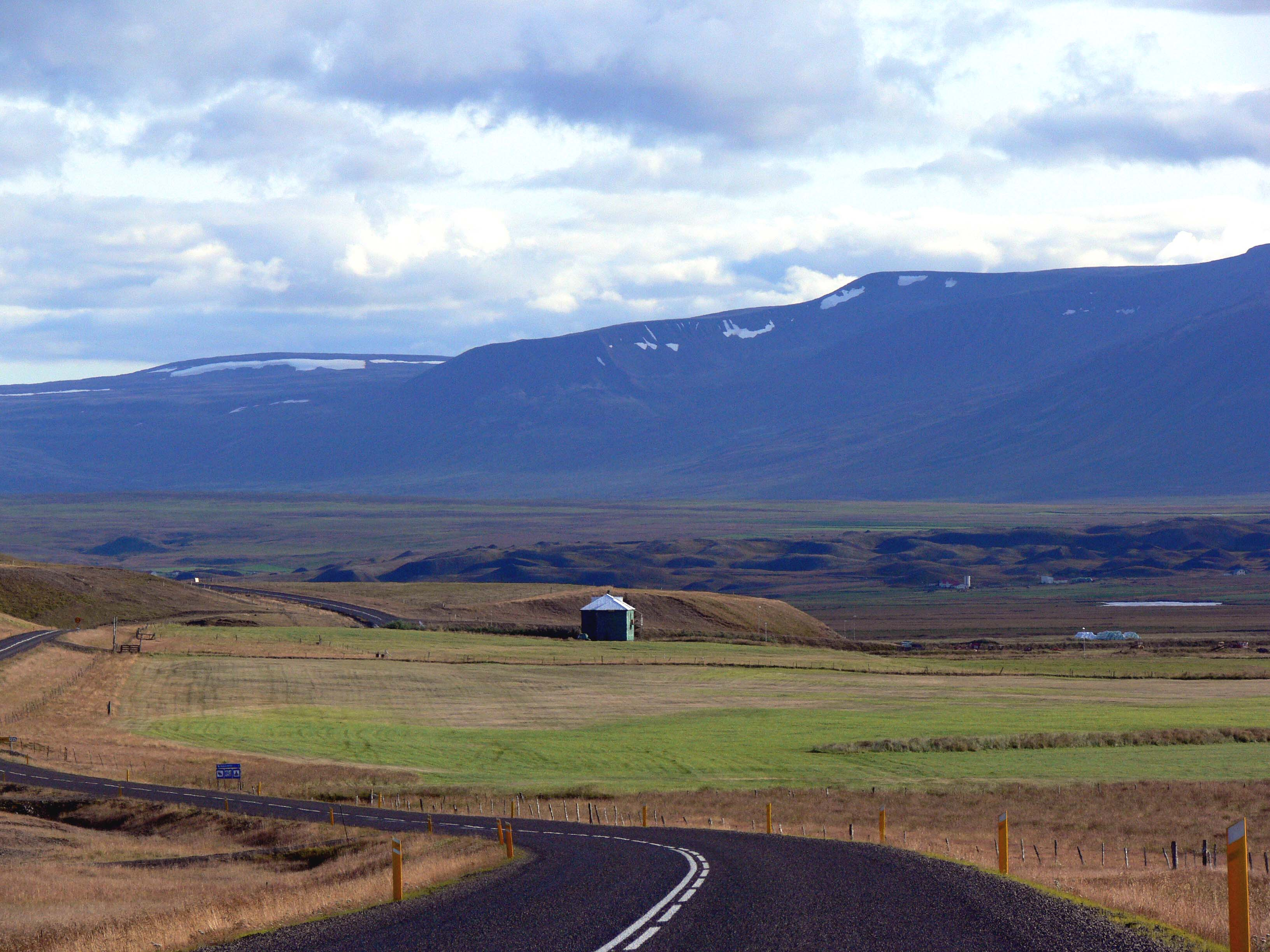
Холмы, поля и ферма в низменности Исландии
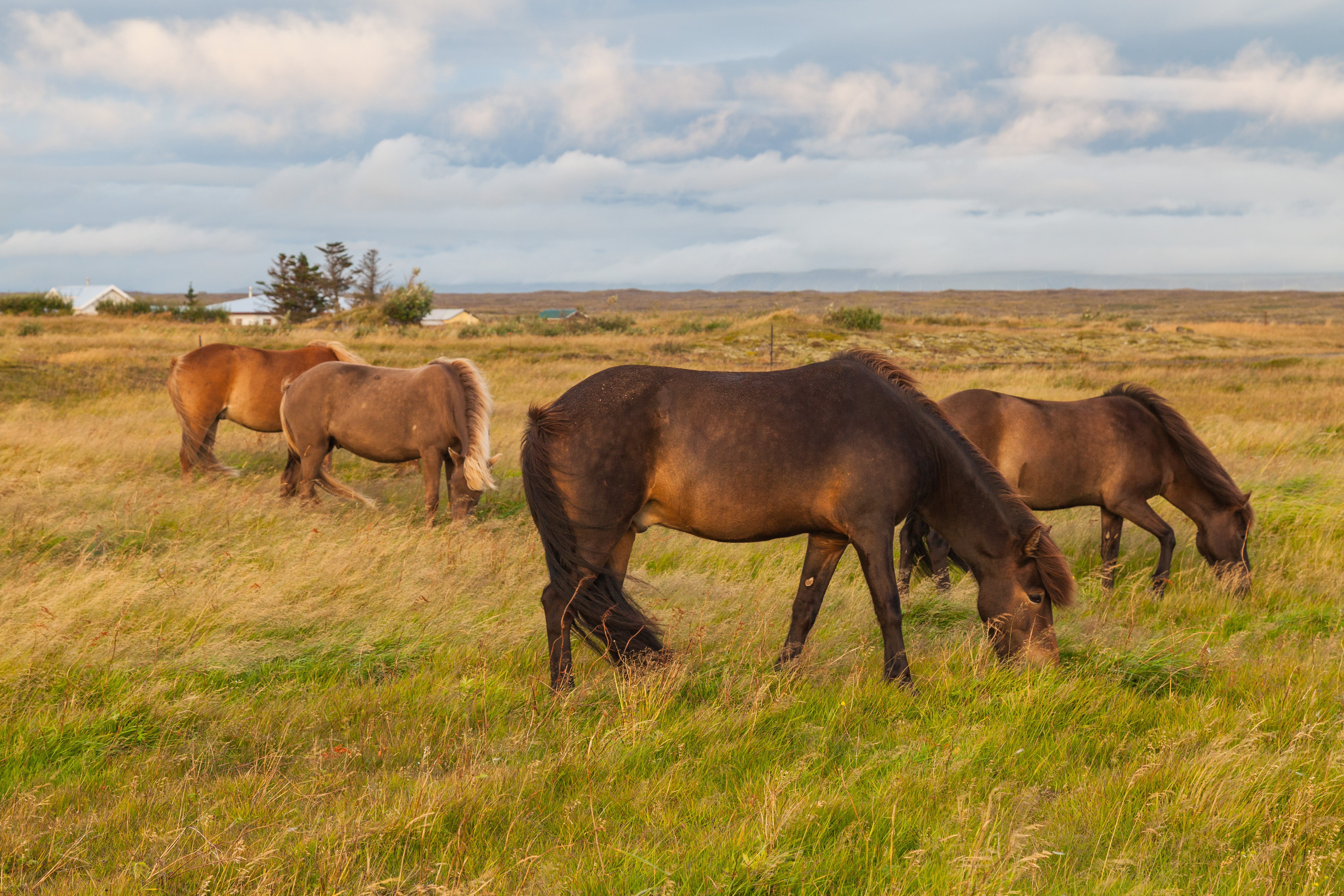
Лошади, пасущиеся в Вогаре, на юго-западе, Исландии
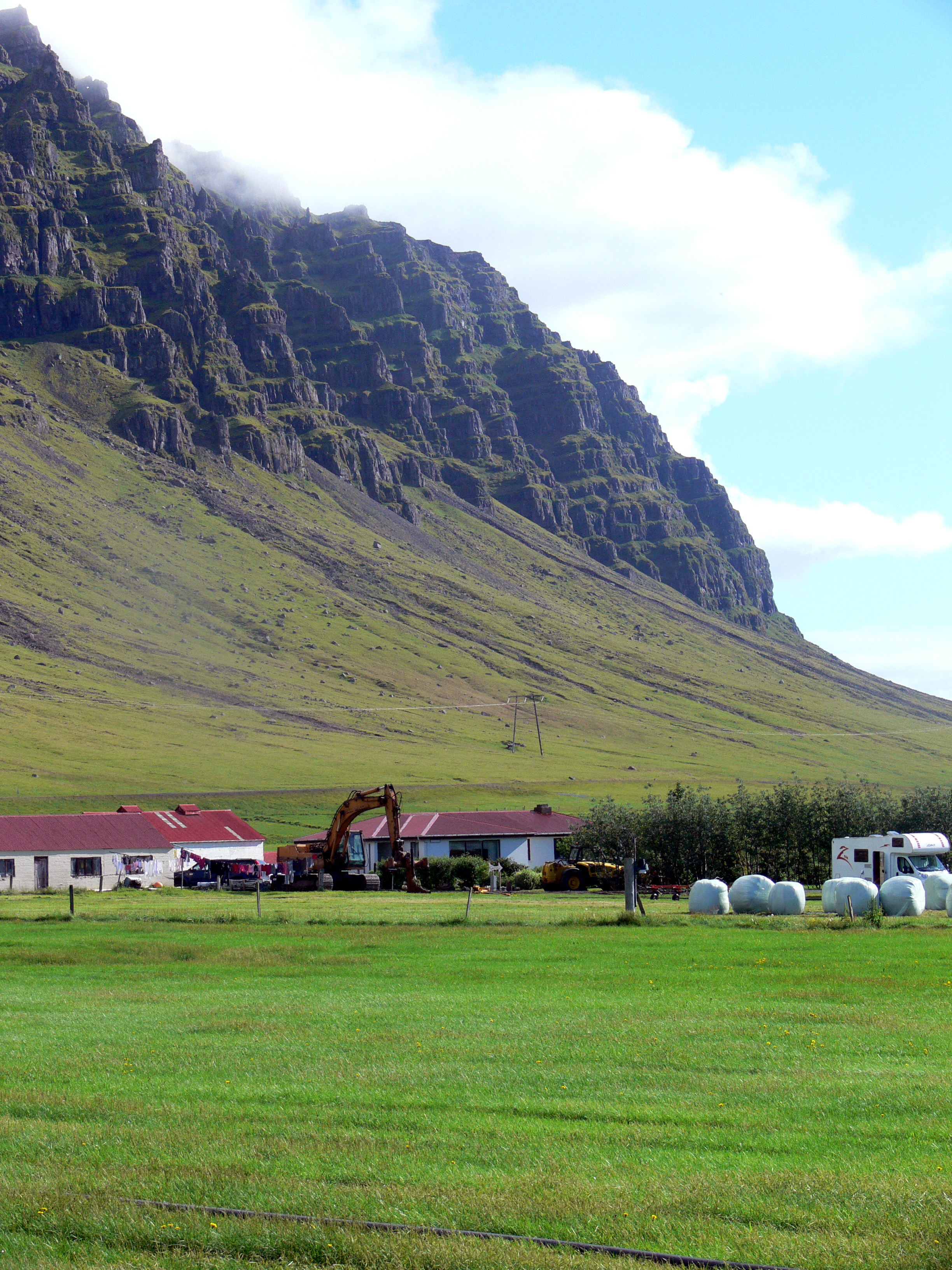
Ферма в Исландии возле Йёкюльсаурлоуна
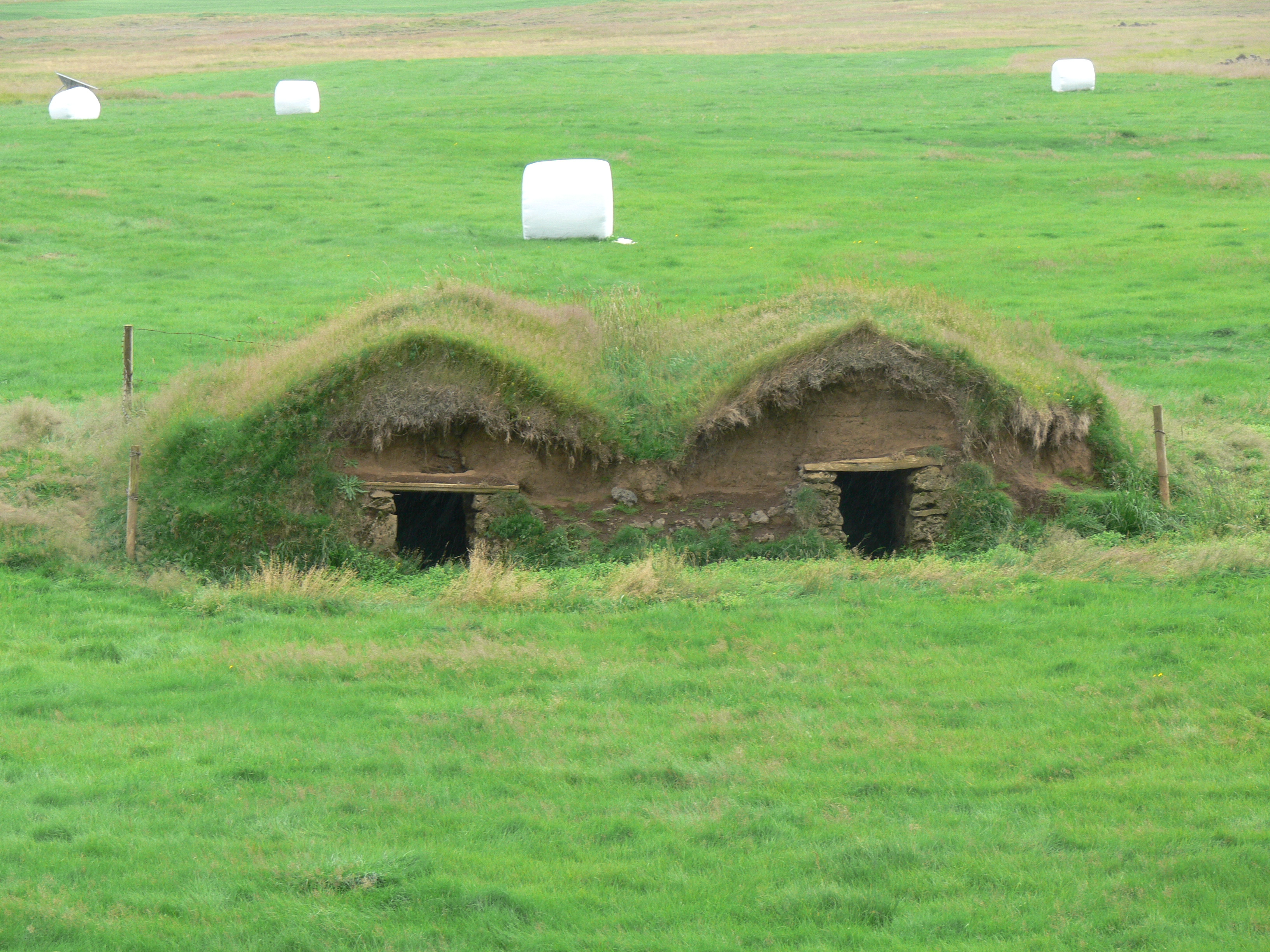
Старые дёрновые дома на ферме в Исландии